# Signo del tiempo
Signo del tiempo es el nombre del álbum debut de estudio grabado por la boy band mexicana Kairo. Fue lanzado al mercado bajo el sello discográfico Sony Music México el 17 de mayo de 1994. Este material discográfico fue producido por el italiano Gian Pietro Felisatti y contiene 9 canciones con los integrantes originales Paul Forat, Francisco Zorrilla y Eduardo Verástegui. Este álbum fue grabado en Milán, Italia.
Los sencillos que se desprendieron de este álbum fueron En los espejos de un café canción con la cual de dieron a conocer y alcanzaron los primeros lugares de popularidad. Posteriormente, a este sencillo le siguieron las canciones Háblame de ti, Te amaré y Perdóname.
La promoción de este disco se realizó en México y varios países de América Latina como Venezuela, Argentina y Chile entre otros, teniendo una gran aceptación por parte del público durante el año 94.

## Participaciones
Álbum producido y realizado por: Gian Pietro Felisatti.

Arreglos del álbum: Gian Pietro Felisatti y Walter Tesorierie. 

Las bases fueron grabadas en los estudios de: Desiree, Excalibur y Metropolis en Milán, Italia. 

Las voces y coros fueron grabados en: Sony Music México. 

Mezclado en: Estudio Baby Recorde, Milán, Italia por Massimo Noe. 

Batería: Lele Melotti. 

Bajos: Paolo Costa. 

Guitarras: Giorgio Cocilovo y Santapaga.

Trompetas de En los espejos de un café: Demo Morselli.

Programación y teclados: Walter Tesorierie.

Fotos: Alejandro Gamboa.

Director de arte: Arturo Medellín.

Diseño gráfico: Rocío Larrazolo.

## Lista de canciones
1. En los espejos de un café (Nord sud ovest est)
2. Cairo
3. Cuestión de piel (I like Chopin)
4. Las amigas (Le amiche)
5. Perdóname
6. Cuanto te quiero
7. Te amaré
8. Háblame de ti
9. Te recuerdo

La canción En los espejos de un café está basada en la versión italiana Nord sud ovest est del grupo 883 (Max Pezzali y Mauro Repetto) de 1993, que fue producida por Pier Paolo Peroni y Marco Guarnerio.

## Sencillos
- 1994: En los espejos de un café
- 1994: Háblame de ti
- 1994: Te amaré
- 1994: Perdóname

De este disco solo se grabaron los videos de las canciones En los espejos de un café, Te amaré y Háblame de ti.
- Datos: Q6128212